# Sofia Open 2022
Il Sofia Open 2022 è stato un torneo di tennis giocato sul cemento indoor nella categoria ATP Tour 250 nell'ambito dell'ATP Tour 2022. È stata la 7ª edizione del Torneo di Sofia. Si è giocato all'Arena Armeec di Sofia in Bulgaria, dal 26 settembre al 2 ottobre 2022.

## Partecipanti

### Teste di serie
| Nazionalità | Giocatore           | Ranking* | Testa di serie |
| ----------- | ------------------- | -------- | -------------- |
| Italia      | Jannik Sinner       | 11       | 1              |
| Spagna      | Pablo Carreño Busta | 14       | 2              |
| Bulgaria    | Grigor Dimitrov     | 23       | 3              |
| Italia      | Lorenzo Musetti     | 30       | 4              |
| Danimarca   | Holger Rune         | 31       | 5              |
| Georgia     | Nikoloz Basilašvili | 36       | 6              |
| Regno Unito | Jack Draper         | 46       | 7              |
| Germania    | Oscar Otte          | 52       | 8              |

* Ranking al 19 settembre 2022.

### Altri partecipanti
I seguenti giocatori hanno ricevuto una wildcard per il tabellone principale:
- Dimitar Kuzmanov
- Aleksandar Lazarov
- Stan Wawrinka

I seguenti giocatori sono passati dalle qualificazioni:

- Ugo Humbert
- Jan-Lennard Struff
- Geoffrey Blancaneaux
- Dragoș Nicolae Mădăraș

Il seguente giocatore è entrato in tabellone come lucky loser:
- Mirza Bašić

### Ritiri
Prima del torneo
- Aleksandr Bublik → sostituito da  Fernando Verdasco
- Roberto Carballés Baena → sostituito da  Dušan Lajović
- Alejandro Davidovich Fokina → sostituito da  Marc-Andrea Hüsler
- Jack Draper → sostituito da  Mirza Bašić
- Hubert Hurkacz → sostituito da  Nuno Borges
- Filip Krajinović → sostituito da  Mikael Ymer
- Gaël Monfils → sostituito da  Kamil Majchrzak
- Stan Wawrinka → sostituito da  Aleksandar Vukic

## Partecipanti al doppio

### Teste di serie
| Nazione    | Giocatore        | Nazione     | Giovatore            | Ranking* | Testa di serie |
| ---------- | ---------------- | ----------- | -------------------- | -------- | -------------- |
| Italia     | Simone Bolelli   | Italia      | Fabio Fognini        | 50       | 1              |
| Brasile    | Rafael Matos     | Spagna      | David Vega Hernández | 75       | 2              |
| Portogallo | Francisco Cabral | Regno Unito | Jamie Murray         | 77       | 3              |
| Monaco     | Hugo Nys         | Polonia     | Jan Zieliński        | 84       | 4              |

* Ranking al 19 settembre 2022.

### Altri partecipanti
Le seguenti coppie di giocatori hanno ricevuto una wildcard per il tabellone principale:
- Aleksandr Donski /  Aleksandar Lazarov
- Yanaki Milev /  Petr Nesterov

La seguente coppia di giocatori è entrata in tabellone come alternate:
- Jack Vance /  Jamie Vance

### Ritiri
Prima del torneo
- Aleksandr Bublik /  Lorenzo Musetti → sostituiti da  Jack Vance /  Jamie Vance
- Roberto Carballés Baena /  Bernabé Zapata Miralles → sostituiti da  Marc-Andrea Hüsler /  Bernabé Zapata Miralles

## Campioni

### Singolare
Marc-Andrea Hüsler ha sconfitto in finale  Holger Rune con il punteggio di 6-4, 7–6(8).
- È il primo titolo in carriera per Hüsler.

### Doppio
Rafael Matos /  David Vega Hernández hanno sconfitto in finale  Fabian Fallert /  Oscar Otte con il punteggio di 3-6, 7-5, [10-8].